# Archive for Research in Archetypal Symbolism
Archive for Research in Archetypal Symbolism (ARAS) (en castellano Archivo para la investigación en el simbolismo arquetípico) es una colección enciclopédica de imágenes arquetípicas consistente en fotografías de obras de arte, imágenes de rituales y artefactos de tradiciones sagradas y arte contemporáneo de todo el mundo. El archivo está alojado en National ARAS con miembros institucionales en Nueva York, Los Ángeles, Chicago y San Francisco.
En la actualidad, el archivo de ARAS contiene aproximadamente unas 17.000 imágenes fotográficas recopiladas a lo largo de más de sesenta años, cada una acompañada de un comentario académico. El comentario incluye una descripción de la imagen con una historia cultural que la contextualiza histórica y geográficamente, un aspecto importante para comprender y trabajar con imágenes arquetípicas. Donde es aplicable, el comentario introduce la imagen en el foco de su significado psicológico y simbólico moderno, incluyéndose así mismo con frecuencia una bibliografía para lecturas relacionadas y un glosario de términos técnicos.
El archivo tiene depósitos físicos en las ciudades de sus miembros institucionales; también está disponible en línea (el acceso en línea requiere de una suscripción) y las imágenes están indexadas con palabras clave, incluyendo términos históricos, culturales, geográficos y otros útiles. ARAS también publica una revista trimestral en línea conectando arte, cultura y psicología profunda desde una perspectiva multidisciplinar que puede ser suscrita de forma gratuita en su página web, aras.org.

## ¿Quién utiliza ARAS?
El archivo ARAS está diseñado para, y utilizado por, estudiantes y académicos como medio de investigación, por artistas y diseñadores como un libro de consulta de motivos y formas iconográficas, por personas interesadas en concordancias en mitología, imágenes de sueños y una visión que trasciende nación e ideología, y por profesionales en psicología profunda u otras perspectivas psicológicas queriendo enriquecer su conocimiento del simbolismo arquetípico.
Entre los estudiosos que han visitado o hecho uso de los recursos de ARAS están Erich Neumann, quien en su libro La Gran Madre: Un análisis del Arquetipo (Princeton, 1955) extrajo imágenes de antiguas diosas para explorar el arquetipo de lo femenino, tal y como éste se desarrolló a lo largo de los siglos desde la antigua Sumeria y Egipto hasta la era moderna. Dos volúmenes han sido publicados conteniendo una pequeña fracción de las imágenes en poder de ARAS, titulado Una enciclopedia de simbolismo arquetípico.

## Historia de ARAS
ARAS se originó - y fue erigido a partir de más de 6.000 imágenes - por la espiritualista y académica Olga Fröbe-Kapteyn que fundó las conferencias Eranos en 1933. Cada conferencia trataba un tema y Olga reunía imágenes para ilustrar el asunto de cada reunión anual. En 1946, Olga Froebe-Kapteyn dio su colección de artefactos pictóricos al Instituto Warburg en Londres, aportándose duplicados fotográficos al C.G. Jung-Institut en Zúrich y a la Bollingen Foundation en Nueva York. La colección de Nueva York fue revisada y adicionalmente desarrollada, incluyendo la recopilación, ordenación y clasificación del material y el desarrollo de hojas de estudio detalladas para cada imagen. Este archivo de Nueva York pasó a llamarse finalmente "Archive for Research in Archetypal Symbolism" ("Archivo de investigación en simbolismo arquetípico"), siendo adquirido por la C. G. Jung Foundation de Nueva York (existen colecciones paralelas en los C. G. Jung Institutes de San Francisco y Los Ángeles). La estrecha asociación de ARAS con los Jung Institutes "no se debe a que un punto de vista simbólico se limite a lo junguiano, sino porque Jung fue el proponente particular de un punto de vista ampliamente arquetipal que insiste en conexiones transpersonales y simbólicas trascendiendo límites culturales y teológicos. Esta perspectiva subyace en el corazón del archivo".
ARAS contiene hoy más de 17.000 imágenes de cada época de la historia de la humanidad, de las épocas Paleolítica y Neolítica, de la Antigua India, Asia Menor, Egipto y Micenas, de pequeñas sociedades tribales a grandes imperios. Las hojas de estudio que acompañan a cada imagen proporcionan una descripción detallada de la misma, una historia cultural que la contextualiza, un comentario arquetipal que examina el significado psicológico moderno de la imagen y ofrece numerosas referencias interculturales a conceptos e imágenes relacionados, una bibliografía para lectura relacionada y un glosario de términos técnicos. Esta documentación detallada permite que la biblioteca de imágenes sea accesible tanto al lego como al académico especialista, aunque como la página principal de ARAS señala: "No hay ninguna suposición... entre aquellos que trabajan en este campo de haber encontrado un único modo de interpretar el simbolismo arquetípico. El símbolo es siempre recreado nuevamente en la imaginación de aquellos que lo experimentan".

## ARAS Online
Donde por muchos años el archivo era accesible únicamente a través de la visita personal a una de las tres localizaciones: Nueva York, San Francisco y Los Ángeles, la digitalización del archivo lo ha hecho accesible a cualquiera con un ordenador conectado a Internet a través de un navegador web. ARAS online está construido sobre un motor de búsqueda de gran alcance accesible a través de una interfaz de usuario intuitiva y ayudado por funciones de referencia tales como la línea cronológica cultural de ARAS. Esta línea cronológica muestra las imágenes seleccionadas ubicadas en tiempo histórico, y un click en el marcador "vivo" para una imagen particular abre esa imagen y su contenido descriptivo.